# Brain Activity Map Project
Das Brain Activity Map Project oder BRAIN Initiative (Brain Research through Advancing Innovative Neurotechnologies) ist ein US-amerikanisches neurowissenschaftliches Großforschungsprojekt zur Kartierung des Gehirns des Menschen. Ziel ist die Erfassung der Aktivität seiner sämtlichen 86 Milliarden Nervenzellen.
Das interdisziplinäre Projekt wurde Anfang 2013 in den USA initiiert. Es soll über einen Zeitraum von zehn Jahren laufen. Die finanzielle Ausstattung ist noch unklar, im Gespräch sind rund 3 Milliarden Dollar (300 Millionen pro Jahr). Federführend ist das zum Executive Office des US-Präsidenten gehörende Office of Science and Technology Policy.
Getragen wird das Vorhaben durch die National Institutes of Health, die Defense Advanced Research Projects Agency und die National Science Foundation, Kooperationspartner sind das Howard Hughes Medical Institute und das Allen Institute for Brain Science. Bei der Konzeption waren auch Vertreter der Unternehmen Google, Microsoft und Qualcomm beteiligt.